# R.U.R.
R. U. R. é uma peça teatral de ficção científica de 1920 escrita pelo tcheco Karel Čapek. R. U. R. significa Rossumovi Univerzální Roboti (Robôs Universais de Rossum). A frase em inglês "Rossum's Universal Robots" foi usada como legenda na versão checa original. A peça estreou no dia 25 de janeiro de 1921, e introduziu a palavra "robô" em variados idiomas e na ficção científica como um todo.
R. U. R. foi originalmente publicada em 1920, pela editora tchecoslovaca Aventinum. Rapidamente tornou-se famosa e foi influente desde o início da história de sua publicação. Por volta de 1923, tinha sido traduzida para trinta línguas.
A peça começa em uma fábrica que faz pessoas artificiais, chamadas de roboti (robôs), a partir de matéria orgânica sintética. Elas não são exatamente robôs na definição atual do termo: elas são criaturas de carne e osso que estão mais próximas do conceito moderno de clones do que de máquinas. Elas podem ser confundidas com humanos e podem pensar por si mesmas. Elas parecem felizes em trabalhar para os seres humanos inicialmente, mas uma rebelião de robôs leva à extinção da raça humana. Capek, mais tarde, teve uma abordagem diferente para o mesmo tema em Válka s mloky, na qual os não-humanos tornaram-se uma classe de servos na sociedade humana.
R. U. R. é sombria, mas não sem esperança, e foi bem sucedida no seu dia, na Europa e América do Norte.

## Personagens
Parênteses indicam diferenças nas traduções.
Os seres humanos
- Harry Domin (Domain) — Gerente Geral, R. U. R.
- Fabry — Engenheiro-Chefe, R. U. R.
- Dr. Gall — Chefe do Departamento de Fisiologia, R. U. R.
- Dr. Hellman (Hallemeier) — Psicólogo-Chefe
- Jacó Berman (Busman) — Diretor, R. U. R.
- Alquist — Secretário de Obras, R. U. R.
- Helena Glória — Presidente da Liga da Humanidade, filha do Presidente Glory
- Emma (Nana) — serva de Helena

Robôs

- Marius
- Sula
- Radius
- Primus
- Helena
- Daemon (Damon)

| |                                         |
| Logotipo da corporação Robôs Universais de Rossum, na página de título da primeira edição de 1920, pela editora Aventinum. | Uma cena da peça, mostrando três robôs. |

## Enredo

### Ato I

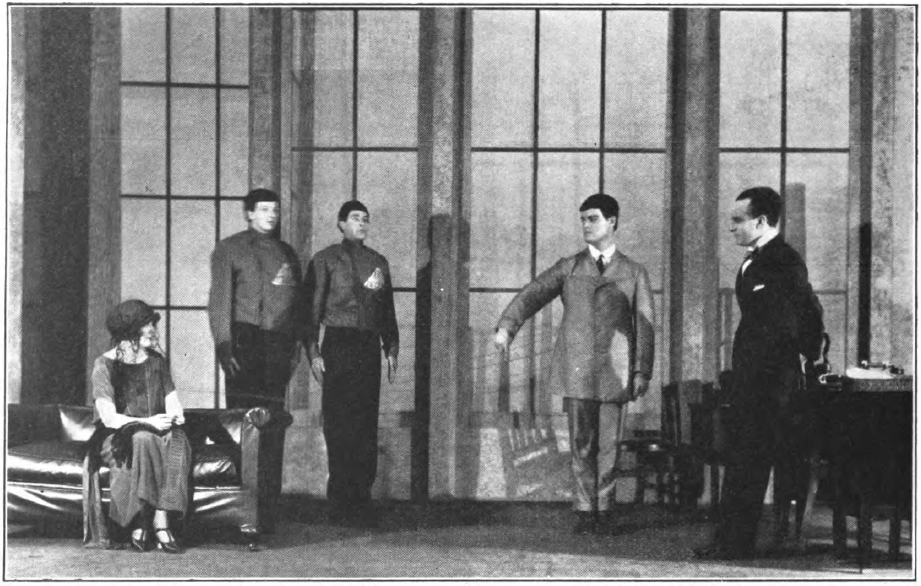
Cena do Ato I.

Helena, a filha do presidente de um grande conglomerado industrial, chega na ilha da fábrica dos Robôs Universais de Rossum. Ela conhece Domin, o Gerente Geral da R. U. R., que conta a ela a história da empresa:
Em 1920, um homem chamado Rossum veio para a ilha estudar biologia marinha, e em 1932 ele descobriu acidentalmente um produto químico que se comporta exatamente como protoplasma, exceto que ele não tem problema em ser derrubado. Rossum tentou fazer um cão e um homem, mas não conseguiu. Seu sobrinho foi vê-lo, e os dois brigaram o tempo todo, em grande parte porque o Velho Rossum só queria criar animais para provar que Deus não somente é desnecessário, mas também que não existe Deus, e o Jovem Rossum só queria ficar rico. Finalmente, o Jovem Rossum trancou seu tio em um laboratório para brincar com seus monstros e mutantes, e então construiu fábricas e construiu Robôs aos milhares. Na época em que se passa a peça (na década de 1950 ou 1960, presumivelmente), os Robôs são baratos e disponíveis em todo o mundo. Eles tornaram-se absolutamente necessários, pois eles permitem que produtos sejam feitos por um quinto do custo anterior.

Helena conhece Fabry, Dr. Gall, Alquist, Busman, e Hallemeier, e revela que ela é uma representante da Liga da Humanidade, uma organização de direitos humanos que deseja "liberar" os Robôs. Os gerentes da fábrica acham a proposição ridícula, uma vez que eles vêem Robôs como eletrodomésticos. Helena pede que os Robôs sejam pagos para que possam comprar coisas que eles gostam, mas os Robôs não gostam de nada. Helena é finalmente convencida de que a Liga da Humanidade é um desperdício de dinheiro, mas continua a argumentar que mesmo assim, os robôs devem ter uma "alma". Mais tarde, Domin confessa que ama Helena e força com que fiquem noivos.

### Ato II

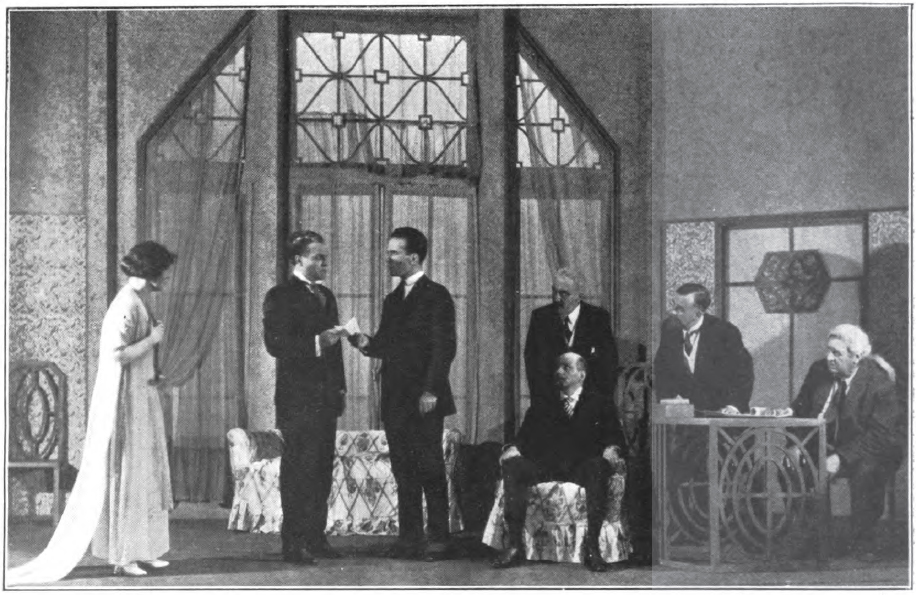
Cena do Ato II.

Dez anos mais tarde, Helena e sua enfermeira Nana estão falando sobre acontecimentos atuais—especialmente o declínio da taxa de natalidade de humanos. Helena e Domin se lembram do dia em que eles se conheceram e resumem os últimos dez anos da história do mundo, que tem sido moldada por nova economia global baseada em robôs. Helena conhece o novo experimento robótico de Dr. Gall, Radius e Dr. Gall descreve sua robô experimental, Robô Helena. Ambos são versões mais avançadas e completas. Em segredo, Helena queima a fórmula necessária para criar Robôs. A revolta dos Robôs atinge a ilha de Rossum no final do ato.

### Ato III
| Cena do terceiro ato da peça, mostrando os robôs em rebelião. | Cena final do Ato III. |

Os personagens sentem que a universalidade dos Robôs apresenta um perigo. Lembrando da Torre de Babel, os personagens discutem se a criação Robôs nacionais que fossem incapazes de se comunicar fora do seu grupo de idioma teria sido uma boa ideia. Conforme as forças robóticas cercam a fábrica, Helena revela que ela queimou a fórmula necessária para fazer novos robôs. Os personagens lamentam o fim da humanidade e defendem suas ações, apesar do fato de que suas mortes iminentes são um resultado direto dessas ações. Busman é morto tentando negociar a paz com os Robôs. Os Robôs em seguida invadem a fábrica e matam todos os humanos, exceto Alquist, que os Robôs poupam porque eles reconhecem que "ele trabalha com suas mãos, como os Robôs."

### Epílogo

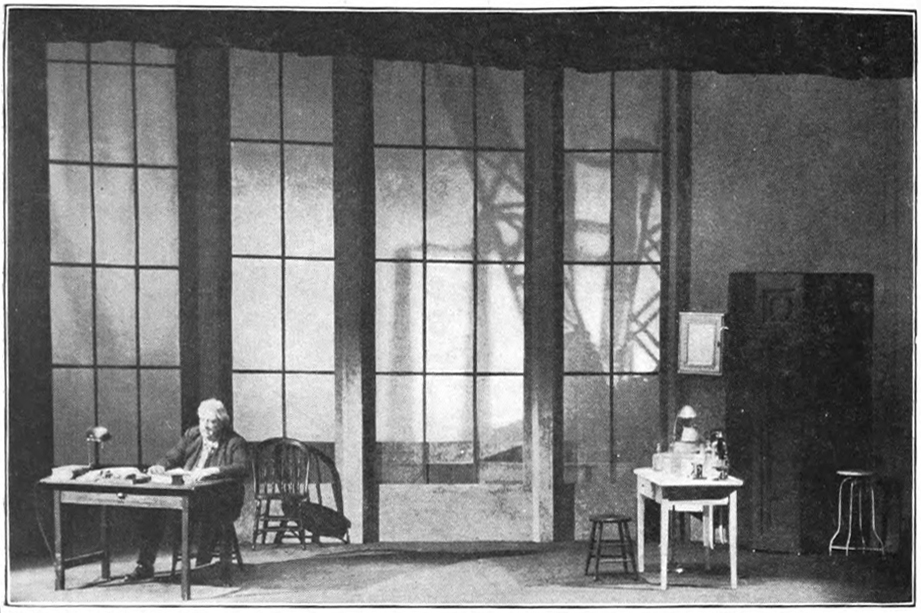
Cena do epílogo.

Anos se passaram e todos os seres humanos foram mortos pela revolução dos robôs exceto por Alquist. Ele tem trabalhado para recriar a fórmula que Helena destruiu. Por não ser cientista, ele não fez qualquer progresso. Ele implorou que o governo dos robôs busquem sobreviventes humanos, e eles têm feito isso. Não sobrou nenhum. Funcionários do governo robô abordam Alquist e primeiramente ordenam e depois imploram-lhe que complete a fórmula, mesmo se isso significar que ele terá que matar e dissecar os outros Robôs para fazê-lo. Alquist se rende, comprometendo-se a matar e dissecar, o que completa o círculo de violência que começou no segundo Ato. Alquist está revoltado por isso. Robôs Primus e Helena desenvolvem sentimentos humanos e se apaixonam. Alquist ameaça para dissecar Primus e, em seguida, Helena; cada um implora que a(o) mate - e poupar o(a) outro(a). Alquist percebe que eles são os novos Adão e Eva, e dá a eles o controle do mundo.

## Robôs

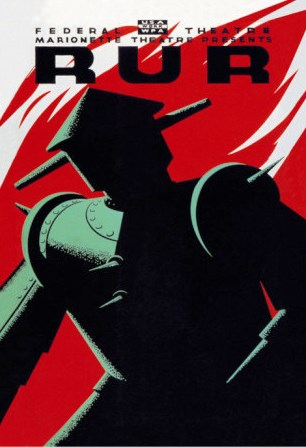
Cartaz para a produção de Marionette Theatre, em Nova York, 1939.

Os Robôs descritos na peça de Capek não são robôs no sentido popularmente entendido de automação. Eles não são dispositivos mecânicos, mas sim organismos biológicos artificiais que podem ser confundidos com os humanos. Uma cena cômica no início da peça mostra Helena discutindo com o seu futuro marido, Harry Domin, porque ela não pode acreditar que sua secretária seja uma robô:
DOMIN: Sulla, deixe a Senhorita Glory dar uma olhada em você.

HELENA: (levanta e estende sua mão) Prazer conhecê-la. Deve ser muito difícil pra você lá fora, isolada do resto do mundo.

SULLA: Eu não conheço o resto do mundo, Senhorita Glory, sente-se por favor.

HELENA: (senta) De onde você é?

SULLA: Daqui, da fábrica.

HELENA: Ah, você nasceu aqui.

SULLA: Sim eu fui feita aqui.

HELENA: (chocada) O que?

DOMIN: (rindo) Sulla não é uma pessoa, Senhorita Glory, ela é um robô.

HELENA: Ah, perdoe-me por favor...
Em um sentido limitado, eles se assemelham mais a concepções modernas de vidas artificiais, tais como os Replicantes de Blade Runner, os "hosts" na série de TV Westworld, e os Cylons humanóides em Battlestar Galactica, mas no tempo de Capek, não havia a concepção moderna de engenharia genética (o papel do DNA na hereditariedade não foi confirmado até 1952). Na peça, há descrições de amassadeiras para pele de robôs, grandes tonéis para o fígado e o cérebro, e uma fábrica para produção de ossos. Fibras nervosas, as artérias e os intestinos são criados na fábrica de bobinas, enquanto os Robôs em si são montados como os automóveis. Os Robôs de Capek são seres biológicos, mas eles ainda são montados, ao invés de cultivados ou nascidos.
Um crítico descreveu os robôs de Capek como a síntese de "da transformação traumática da sociedade moderna pela Primeira Guerra Mundial e a linha de montagem "Fordista"."

### Origem da palavra

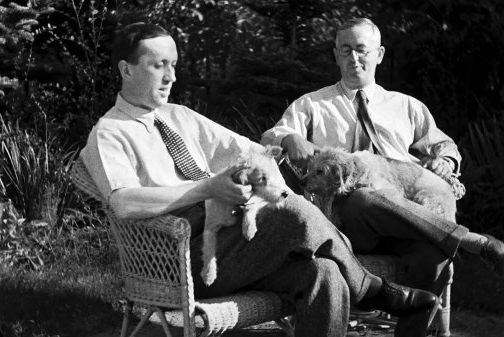
Irmãos Čapek: Karel (esq.) e Josef (dir.).

A peça introduziu a palavra robô, que deslocou palavras mais antigas como "automaton" ou "android" em idiomas de todo o mundo. Em um artigo na Lidové noviny, Karel Capek nomeou seu irmão Josef Čapek (1887-1945) como o verdadeiro inventor da palavra. Em checo, robota significa trabalho forçado do tipo que os servos tinham que executar nas terras de seus mestres e é derivado de rab, que significa "escravo".
O nome Rossum é uma alusão à palavra checa rozum, que significa "razão", "sabedoria", "intelecto" ou "senso comum". Já foi sugerido que a alusão pode ser preservada através da tradução de "Rossum" como "Razão", mas apenas a versão de Majer/Porteiro traduz a palavra como "Razão".

## História da produção
A obra foi publicada em Praga pela Aventinum em 1920, e estreou naquela cidade em 25 de janeiro de 1921, sendo encenada no palco do Teatro Nacional. Ela foi traduzida do checo para o inglês por Paul Selver e adaptada para o inglês por Nigel Playfair, em 1923. A tradução de Selver resumiu a peça e eliminou um personagem, um robô chamado "Damon". Em abril de 1923 Basil Dean produziu R. U. R. para o Reandean Company no St Martin's Theatre, em Londres.
A estreia nos EUA foi no Garrick Theatre em Nova York em outubro de 1922, onde houverem 184 performances, uma produção onde Spencer Tracy e Pat O'Brien interpretaram robôs em suas estreias na Broadway.
Também foi apresentada em Chicago e Los Angeles durante 1923. No final da década de 1930, a peça foi encenada nos EUA, no Federal Theatre Project's Marionette Theatre, em Nova York.
Em 1989, uma nova e integral tradução de Claudia Novack-Jones restaurou os elementos da peça eliminados por Selver. Outra tradução foi produzida por Peter Majer e Cathy Porter para Methuen Drama em 1999.

### Recepção crítica
Analizando a produção da R. U. R.  de Nova York, a revista The Forum descreveu a peça como um thriller "instigante" e "altamente original". John Clute elogiou R. U. R. como "uma peça de sagacidade exorbitante e energia quase demoníaca" e lista a peça como um dos "títulos clássicos" de ficção científica do entreguerras.
Luciano Floridi descreveu a peça assim: "Filosoficamente rica e polêmica, R. U. R. era unanimemente reconhecida como uma obra-prima desde sua primeira aparição, e tornou-se um clássico da literatura de distopia tecnológica." Jarka M. Burien chamou R. U. R. de "teatralmente eficaz, um protótipo de melodrama de ficção científica".
Por outro lado, Isaac Asimov, autor da Série Robôs de livros e criador das Três Leis da Robótica, afirmou:
"a peça de Capek é, na minha opinião, muito ruim, mas ela é imortal por essa palavra. Ele contribuiu com a palavra 'robô', não só para o inglês, mas, através do inglês, para todas as línguas em que a ficção científica agora é escrita".
Acontece que as "Leis da Robótica" de Asimov são, especificamente e explicitamente projetadas para evitar o tipo de situação descrita no R. U. R. – pois os robôs de Asimov são criados com total inibição de prejudicar os seres humanos ou desobedece-los.

### Adaptações

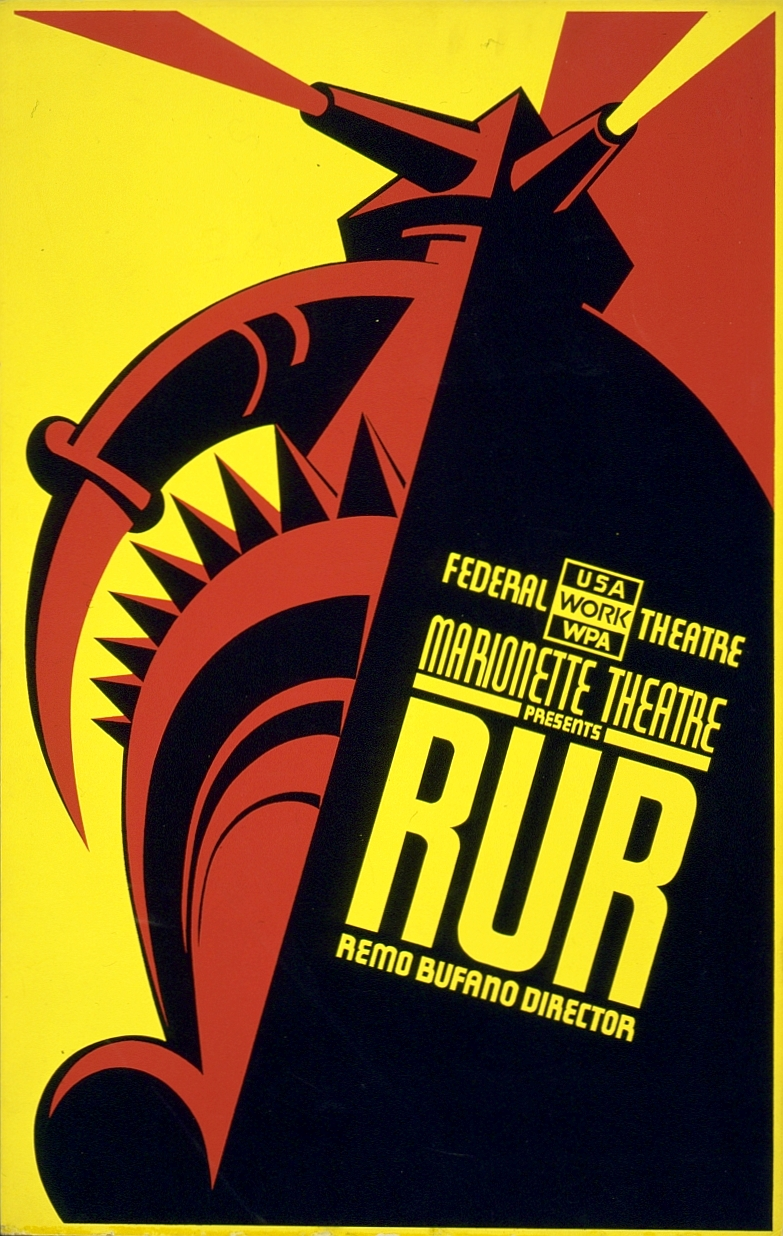
Cartaz para uma performance da R. U. R. dirigida por Remo Bufano, em Nova York, de 1939, pelo U.S. Works Project Administration (WPA).

Em 11 de fevereiro de 1938, uma adaptação de 35 minutos de uma seção da peça foi transmitida no canal de Televisão BBC – a primeira obra de ficção científica a ser transmitida por televisão. Em 1941, a rádio BBC apresentou uma versão da peça para rádio, e em 1948 outra adaptação televisiva, desta vez da peça inteira, durando noventa minutos, foi exibida pela BBC. Nesta versão Radius foi interpretado por Patrick Troughton, que mais tarde foi o segundo ator a desempenhar O Médico em Doctor Who. Nenhuma dessas três produções sobreviveram nos arquivos da BBC. A rádio BBC 3 dramatizou a peça novamente em 1989, e esta versão foi lançada comercialmente. O Hollywood Theater of the Ear dramatizou uma versão completa em áudio da R. U. R. , que está disponível na coleção 2000x: Tales of the Next Milennia.
Em agosto de 2010, o artista multi-media português Leonel Moura produziu R. U. R.: O Nascimento do Robot, inspirado pela peça de Capek realizada no Itaú Cultural, em São Paulo, Brasil. Utilizou robôs reais no palco interagindo com os atores humanos. No Brasil, em 2012, a editora Hedra lançou uma tradução da obra intitulada A Fábrica de Robôs.
Um musical rock eletrônico, Save the Robots foi baseado na R. U. R., com a música da cidade de Nova York, interpretado pela banda de pop-punk Hagatha. Esta versão com o livro e a adaptação de E. Ether, música por Rob Susman, letra de Clark Render foi uma seleção oficial da temporada de 2014 do New York Musical Theatre Festival.
Em 26 de novembro de 2015 The RUR-Play: Prologue, a primeira versão do R. U. R. com robôs aparecendo em todos os papéis, foi apresentada durante o festival de performande de robôs do Café Neu Romance na galeria da Biblioteca Nacional de Tecnologia em Praga, República Checa. O conceito e a iniciativa para a peça vieram de Christian Gjørret, líder dos "Vive Les Robots!", que, em 29 de janeiro de 2012, durante uma reunião com Steven Canvin da LEGO Group, apresentou a proposta para a Lego apoiar a peça com seu kit robótico LEGO MINDSTORMS. Em 29 de abril de 2015, a equipe checa de R. U. R., que consistia principalmente de estudantes do ensino médio do Gymnazium Jesenik começou a desenvolver o jogo.
Em 2021, por meio de um financiamento coletivo, a editora Madrepérola lançou o livro RUR: Robôs Universais de Rossum, traduzido pelo autor de ficção científica Rogério Pietro. Nesta obra, além da tradução da peça de teatro, o autor escreveu a adaptação de RUR em forma de romance, sendo esta a primeira vez no mundo que a peça foi adaptada para o gênero narrativo. A tradução foi feita diretamente a partir do manuscrito original em tcheco.

## Na cultura popular

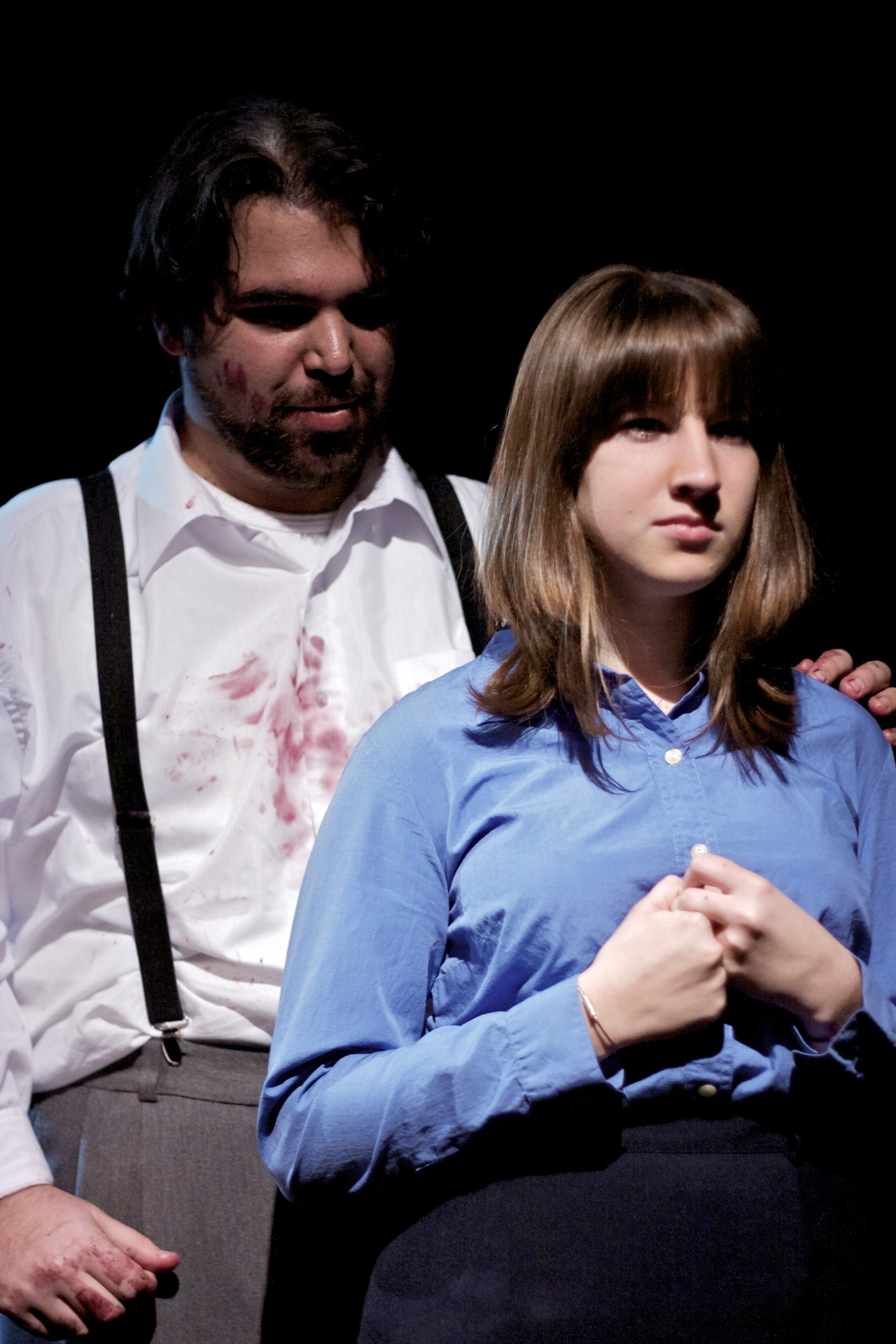
Alquist (Kevin Kordis) e a robô Helena (Karen Hart) numa adaptação teatral de R.U.R. da Flat Earth Theatre em janeiro de 2009.

- Eric, um robô construído na Grã-Bretanha em 1928 para aparições públicas, tinha as letras "R. U. R." gravadas em seu peito
- No episódio de Star Trek "Requiem for Methuselah" (1969), o nome do é Rayna Kapec (um anagrama, apesar de não ser um homófono, de Capek, Čapek sem seu háček).
- Na série de 1977 Doctor Who, em "Os Robôs de Morte", os servos robôs vão contra seus mestres humanos sob a influência de um indivíduo chamado Taren Capel.
- No romance gráfico de Howard Chaykin, Time2 (1987), a Rossum's Universal Robots é uma poderosa corporação criadora de robôs.[45]
- Em Batman: The Animated Series (1992-1995), o cientista que criou a máquina HARDAC se chama Karl Rossum. HARDAC criava replicantes mecânicos para substituir os seres humanos, com o objetivo de substituir todos os seres humanos. Um dos robôs é visto dirigindo um carro com "RUR" como o número da placa.
- Na série de ficção científica de 1995 The Outer Limits, no remake do episódio "I, Robot" da série de 1964, o negócio onde o robô Adam Link é criado se chama "Rossum Hall Robotics".
- Em 1999 no rádio-teatro de Blake 7, The Syndeton Experiment, incluiu um personagem chamado Dr. Rossum que transformou os seres humanos em robôs.[46]
- No episódio "Fear of a Bot Planet" (1999) da série animada de TV de ficção científica Futurama, a tripulação da Planet Express é ordenada a fazer uma entrega em um planeta chamado "Chapek 9", que é habitado exclusivamente por robôs.
- No série de TV de ficção científica Casa de bonecas (2009), a corporação antagonista, Rossum Corp., se chama assim por causa da peça.[47]
- Em Robô Selvagem, animação de 2024, a protagonista é chamada "Roz", abreviatura de "ROZZUM 7134".[48] Segundo Peter Brown, autor da série de livros The Wild Robot, na qual a animação se baseia, este nome é "um aceno sutil à peça de Čapek".[49]